# Johannes Martin Bijvoet

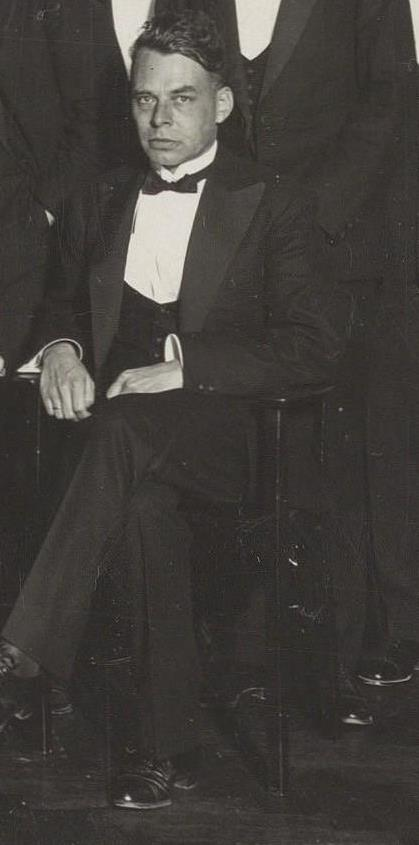
JM Bijvoet (1931)

Johannes Martin Bijvoet (23 de enero de 1892, Ámsterdam-4 de marzo de 1980, Winterswijk) fue un químico y cristalógrafo holandés que llevó a cabo su labor de investigación en el laboratorio van 't Hoff de la Universidad de Utrecht. Es famoso por idear un método para establecer la configuración absoluta de moléculas. En 1946 se convirtió en miembro de la Real Academia de Artes y Ciencias de los Países Bajos.

## Investigación
La noción de que el carbono forma enlaces tetraédricos en compuestos orgánicos se remonta al trabajo de van 't Hoff y Le Bel en 1874. Por aquel entonces, era imposible asignar la configuración absoluta adoptada por las molécula por medios distintos a la fórmula de proyección establecida por Fischer, quien había utilizado la molécula de gliceraldehído como prototipo y asignado aleatoriamente su configuración absoluta.
En 1949 Bijvoet esbozó su principio, que se basa en la dispersión anómala de los  rayos X. En lugar de la dispersión elástica de rayos X por la capa de electrones de los átomos, que genera una onda dispersa de la misma energía pero con un cambio de fase, la radiación de rayos X cerca del borde de absorción de un átomo crea un proceso de ionización parcial en las capas internas de electrones, que interfiere con la  dispersión elástica  alterando tanto su amplitud como su fase. Esta dispersión anómala puede describirse matemáticamente como un número complejo, con una parte real {\displaystyle \Delta }f' y una imaginaria, {\displaystyle \Delta }f". Mientras que la parte real es positiva o negativa, la imaginaria es siempre positiva, lo que resulta en un incremento en el ángulo de fase.
En 1951, utilizando un tubo de rayos X de circonio, Bijvoet y sus compañeros de trabajo Peerdeman y van Bommel lograron la primera determinación experimental de la configuración absoluta del tartrato de rubidio sódico. En este experimento, los átomos de rubidio eran los que contribuían a la  dispersión anómala. En su posterior publicación en Nature, titulada «Determinación de la configuración absoluta de compuestos ópticamente activos mediante rayos X», los autores llegaron a la siguiente conclusión:

El resultado es que la convención de Emil Fisher, que asignó la configuración de la Figura 2 al ácido dextrorrotatorio, parece responder a la realidad.

Este resultado confirmó las  asignaciones estereoquímicas llevadas a  cabo en las décadas precedentes. La difracción de rayos X todavía se considera la prueba definitiva de la estructura absoluta, pero otras técnicas como la espectroscopia de dicroísmo circular se utilizan a menudo como alternativas más rápidas. La dispersión anómala ha sido clave en la determinación de la estructura de macromoléculas orgánicas complejas, como las proteínas y los ácidos nucleicos.

## Centro Bijvoet
El Centro Bijvoet de Investigación Biomolecular de la Universidad de Utrecht, fundado en 1988 en honor a Bijvoet, investiga la relación entre la estructura y función de las biomoléculas como las proteínas y los lípidos, que intervienen en procesos biológicos. El Centro Bijvoet mantiene infraestructuras avanzadas para el análisis de proteínas mediante RMN, microscopía electrónica, cristalografía de rayos X y espectrometría de masas.